# Hexagonia similis
Hexagonia similis är en svampart som beskrevs av Berk. 1846. Hexagonia similis ingår i släktet Hexagonia och familjen Polyporaceae.   Inga underarter finns listade i Catalogue of Life.